# Opsanus
Opsanus is een geslacht van straalvinnige vissen uit de familie van de kikvorsvissen (Batrachoididae). Het geslacht werd voor het eerst wetenschappelijk beschreven in 1818 door Constantine Samuel Rafinesque.

## Soorten
- Opsanus beta (Goode & Bean, 1880)
- Opsanus brasiliensis Rotundo, Spinelli & Zavala-Camin, 2005
- Opsanus dichrostomus Collette, 2001
- Opsanus pardus (Goode & Bean, 1880)
- Opsanus phobetron Walters & Robins, 1961
- Opsanus tau (Linnaeus, 1766)